# نويل (داكوتا الجنوبية)
نويل (بالإنجليزية: Newell, South Dakota)‏ هي مدينة تقع في الولايات المتحدة في مقاطعة بوت، داكوتا الجنوبية. يقدر عدد سكانها بـ 603 نسمة ومساحتها 2.62 كم2 وترتفع عن سطح البحر 864 متر.

## التركيبة السكانية
قام مكتب تعداد الولايات المتحدة بتحديد بيانات التركيبة السكانية لنويل في تعداد الولايات المتحدة. في ما يلي، التركيبة السكانية حسب تعدادي 2000 و2010.

### تعداد عام 2000
بلغ عدد سكان نويل 646 نسمة بحسب تعداد عام 2000، وبلغ عدد الأسر 274 أسرة وعدد العائلات 178 عائلة مقيمة في المدينة. في حين سجلت الكثافة السكانية 646.9 نسمة لكل ميل مربع (249.8/كم2). وبلغ عدد الوحدات السكنية 337 وحدة بمتوسط كثافة قدره 337.5 نسمة لكل ميل مربع (130.3/كم2).
وتوزع التركيب العرقي للمدينة بنسبة 97.37% من البيض و 1.55% من الأمريكيين الأصليين و 0.15% من الأمريكيين ذوي الأصول الآسيوية و 0.93% من عرقين مختلطين أو أكثر.
بلغ عدد الأسر 274 أسرة كانت نسبة 28.8% منها لديها أطفال تحت سن الثامنة عشر تعيش معهم، وبلغت نسبة الأزواج القاطنين مع بعضهم البعض 52.9% من أصل المجموع الكلي للأسر، ونسبة 9.5% من الأسر كان لديها معيلات من الإناث دون وجود شريك، وكانت نسبة 34.7% من غير العائلات. تألفت نسبة 33.2% من أصل جميع الأسر من أفراد ونسبة 20.1% كانوا يعيش معهم شخص وحيد يبلغ من العمر 65 عاماً فما فوق. وبلغ متوسط حجم الأسرة المعيشية 2.99، أما متوسط حجم العائلات فبلغ 2.36.
بلغ العمر الوسطي للسكان 40 عاماً. وكانت نسبة 26.9% من القاطنين تحت سن الثامنة عشر، وكانت نسبة 5.7% بين الثامنة عشر والأربعة وعشرون عاماً، ونسبة 22.4% كانت واقعةً في الفئة العمرية ما بين الخامسة والعشرون حتى والأربعة وأربعون عاماً، ونسبة 26.2% كانت ما بين الخامسة والأربعون حتى الرابعة والستون، ونسبة 18.7% كانت ضمن فئة الخامسة والستون عاماً فما فوق. يوجد لكل 100 أنثى 86.7 ذكر، ويوجد لكل 100 أنثى في الثامنة عشر من عمرها فما فوق 82.9 ذكر.
بلغ متوسط دخل الأسرة في المدينة 24,000 دولار، أما متوسط دخل العائلة فبلغ 27,159 دولار. وكان متوسط دخل الذكور 25,000 دولار مقابل 16,375 دولار للإناث. وسجل دخل الفرد الخاص بالمدينة 12,854 دولار. وكانت نسبة 11.4% من العائلات ونسبة 13.7% من السكان تحت خط الفقر، وكان من هؤلاء نسبة 16.0% تحت سن الثامنة عشر ونسبة 28.1% في الخامسة والستين من العمر وما فوق.

### تعداد عام 2010
بلغ عدد سكان نويل 603 نسمة بحسب تعداد عام 2010، وبلغ عدد الأسر 270 أسرة وعدد العائلات 172 عائلة مقيمة في المدينة. في حين سجلت الكثافة السكانية 597.0 نسمة لكل ميل مربع (230.5/كم2). وبلغ عدد الوحدات السكنية 344 وحدة بمتوسط كثافة قدره 340.6 لكل ميل مربع (131.5/كم2).
وتوزع التركيب العرقي للمدينة بنسبة 92.7% من البيض و 1.7% من الأمريكيين الأصليين و 0.3% من الأمريكيين ذوي الأصول الآسيوية و 0.5% من سكان جزر المحيط الهادئ و 0.2% من الأمريكيين الأفارقة و 4.6% من عرقين مختلطين أو أكثر.
بلغ عدد الأسر 270 أسرة كانت نسبة 24.1% منها لديها أطفال تحت سن الثامنة عشر تعيش معهم، وبلغت نسبة الأزواج القاطنين مع بعضهم البعض 47.8% من أصل المجموع الكلي للأسر، ونسبة 11.1% من الأسر كان لديها معيلات من الإناث دون وجود شريك، بينما كانت نسبة 4.8% من الأسر لديها معيلون من الذكور دون وجود شريكة وكانت نسبة 36.3% من غير العائلات. تألفت نسبة 33.0% من أصل جميع الأسر من أفراد ونسبة 15.6% كانوا يعيش معهم شخص وحيد يبلغ من العمر 65 عاماً فما فوق. وبلغ متوسط حجم الأسرة المعيشية 2.78، أما متوسط حجم العائلات فبلغ 2.23.
بلغ العمر الوسطي للسكان 48.2 عاماً. وكانت نسبة 23.9% من القاطنين تحت سن الثامنة عشر، وكانت نسبة 4% بين الثامنة عشر والأربعة وعشرون عاماً، ونسبة 19.3% كانت واقعةً في الفئة العمرية ما بين الخامسة والعشرون حتى والأربعة وأربعون عاماً، ونسبة 30.5% كانت ما بين الخامسة والأربعون حتى الرابعة والستون، ونسبة 22.2% كانت ضمن فئة الخامسة والستون عاماً فما فوق. وتوزع التركيب الجنسي للسكان بنسبة 51.1% ذكور و48.9% إناث.